# Kingston, Massachusetts
Kingston är en kommun (town) i Plymouth County i delstaten Massachusetts, USA. Vid 2020 års folkräkning hade kommunen 13 708 invånare.

## Kända personer från Kingston
- John Holmes, politiker